# Petter Sørlle
Petter Martin Mattias Koch Sørlle (né le 16 février 1884 à Tønsberg, mort le 29 mai 1933 à Tønsberg) était un chasseur de baleines norvégien. Sørlle est connu pour avoir créé un nouveau système de cale pour les navires usines (1922).
Le nouveau système de cale de Sørlle permet aux navires usines, une fois la baleine harponnée, de la ramener à bord afin de la dépecer et récolter l'huile. Ces nouveaux navires (appelés Opphalingsslipp en norvégien) seront utilisés dès la saison 1925-1926. Ces navires permettent à la Norvège de se défaire des concessions britanniques, licences et autres droits à l'exportation.
Son invention est utilisée pour la première fois durant la saison 1925-1926 en Antarctique sur le navire « Lancing ».
La plupart des stations baleinières de Géorgie du Sud fermèrent en l'espace de trois ans : Godthul en 1929, Prince Olav Harbour, Husvik et Stromness en 1931.
L'île Signy, faisant partie des Îles Orcades du Sud doit son nom à la femme de Petter Sørlle : Signy Sørlle. Dans la même archipel, les îles du Moine sont répertoriées pour la première fois en 1912-1913 pas Petter Sørlle qui nomme la plus grande des îles Munken (moine en norvégien),